# آمستردام، امپومالانگا
امستردام، امپومالانگا (به لاتین: Amsterdam, Mpumalanga) یک شهرک در آفریقای جنوبی است که در امپومالانگا واقع شده‌است.